# Mikołaj Spytek Ligęza
Mikołaj Spytek Ligęza (v. 1562–1637) est un noble polono-lituanien (szlachcic). Il était castellan de Czechów, Żarnów, Sandomierz et propriétaire de Rzeszów.
Il est le fils de Mikołaj Ligęza et Elżbieta Jordan.
Il a deux filles : Zofia Pudencjanna Ligęza et Konstancja Ligęza.